# Magister bonorum
Der magister bonorum war im römischen Verfahrensrecht der Leiter einer öffentlichen Verwertung von Schuldnervermögen (venditio bonorum). Die Vermögensvollstreckung betrieb er durch Verkauf. Seine Zuständigkeit wurde durch Wahl aus dem Kreis der Gläubiger bestimmt. Voraussetzung für die Berechtigung zur Amtsausübung war, dass eine Mehrheit von Gläubigern bestand. Zur Amtsführung ermächtigt und damit eingesetzt wurde er im Anschluss durch den Prätor.
Mit Amtsantritt nahm der magister bonorum die Sachgüter (bona) des Schuldners in Verwahrung um die Verwaltung selbst auszuüben. Er formulierte die Bedingungen für den öffentlichen Verkauf. Nachdem die Rahmenbedingungen fixiert waren, wurden sie vom Prätor per Edikt veröffentlicht. Nach Feststellung des Höchstgebots erhielten die engen Familienangehörigen des Schuldners die Möglichkeit, die Vollstreckungssache(n) zu erwerben, um dem Sippengenossen einen existenzvernichtenden Ausverkauf an Dritte zu ersparen. Der Käufer des Gesamtvermögens (bonorum emptor), der den Zuschlag erhielt, erlangte am Vermögen noch nicht Eigentum, also das absolute Vollrecht, er trat vielmehr in eine honorarrechtliche Gesamtrechtsnachfolge. Diesen Rechtsstatus erhielt er kraft prätorischen Interdikts (Besitzschutzinterdikt), da das Honorarrecht insoweit in Abweichung zum Zivilrecht stand. Eigentum konnte der Erwerber des Vermögens erst unter den engen Voraussetzungen der Fristen für eine Ersitzung (usucapio) erlangen. Nachdem er den Zuschlag erhalten hatte, befriedigte er – wenn der Erlös reichte – die restlichen Gläubiger. Für einen Schuldenrest haftete der Schuldner fort, denn eine Restschuldbefreiung war nicht vorgesehen. Überschüsse hingegen gebührten dem Käufer des Gesamtvermögens als Entschädigung für sein eingegangenes Risiko. Das Verfahren hatte der magister bonorum zu beaufsichtigen.
Mit der Einleitung des Vermögensvollstreckungsverfahrens unterfiel der Schuldner der Infamie, die im Wandel der Zeit unterschiedliche Rechtsfolgen zeitigte. Er galt beispielsweise als kreditunwürdig (debitor suspectus) und musste in zukünftigen Verfahren Bürgen stellen, oder es wurde fingiert, dass er bei der Nichtentrichtung einer Prozesskaution keine Verteidigungshandlungen vornehmen durfte (indefensus), was ihn für den Rechtsverkehr nachhaltig brandmarkte.